# Diaminobenzeno
Diaminobenzeno ou fenilenodiamina (como inclusive são mais comumente tratados) são compostos químicos representados por três isômeros (1,2-, 1,3-, 1,4-diaminobenzeno) de fórmula C6H4(NH2)2.

## IsômeroOrto

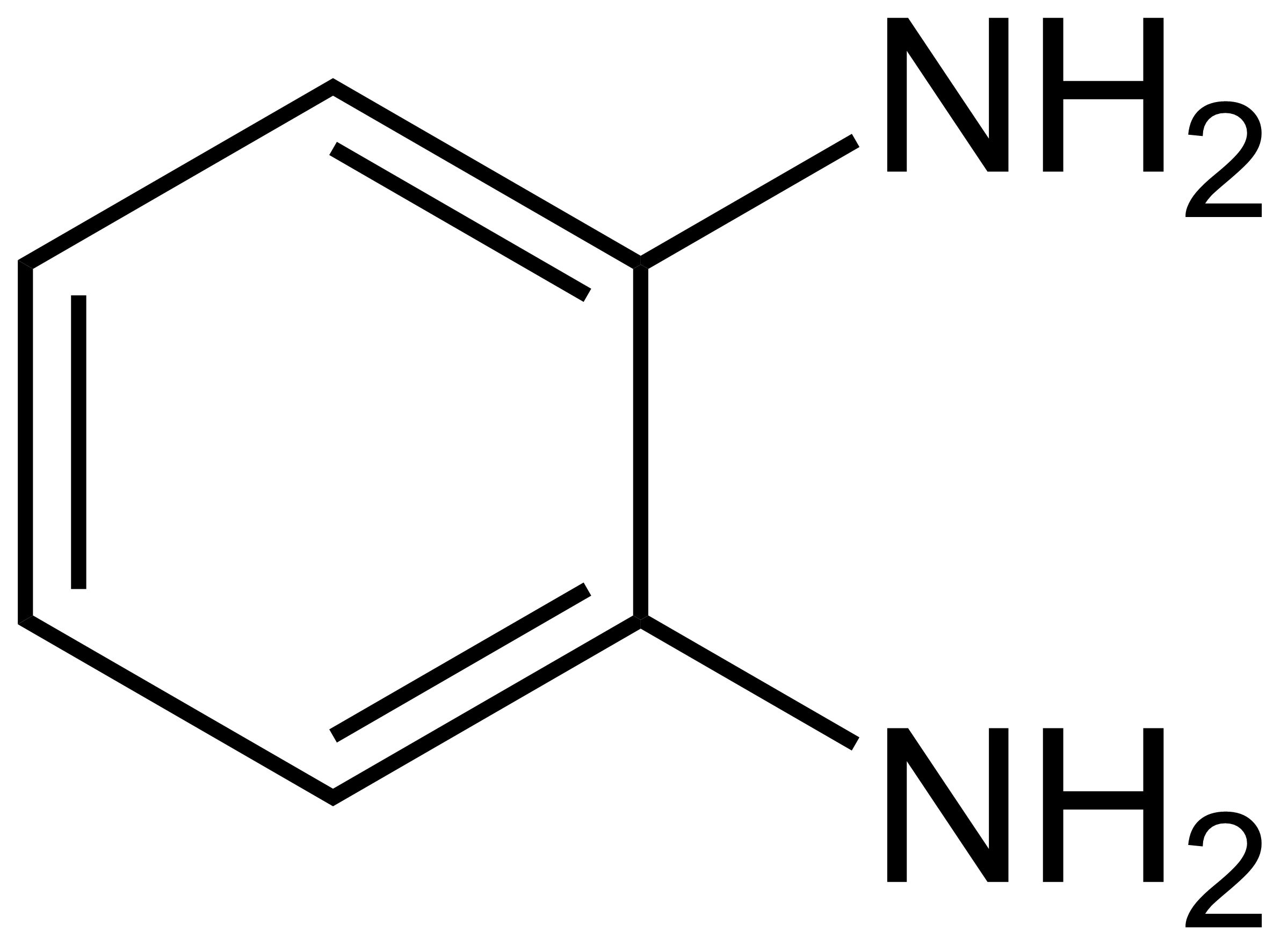
o-fenilenodiamina

o-fenilenodiamina (1,2-diaminobenzeno) (OPD), é um intermediário usado na produção de fungicidas, inibidores de corrosão, vários pigmentos e na produção dalguns fármacos. OPD é também usada para remover enxofre de minérios, e para remover a coloração por aldeídos em produtos poliméricos.

## IsômeroMeta

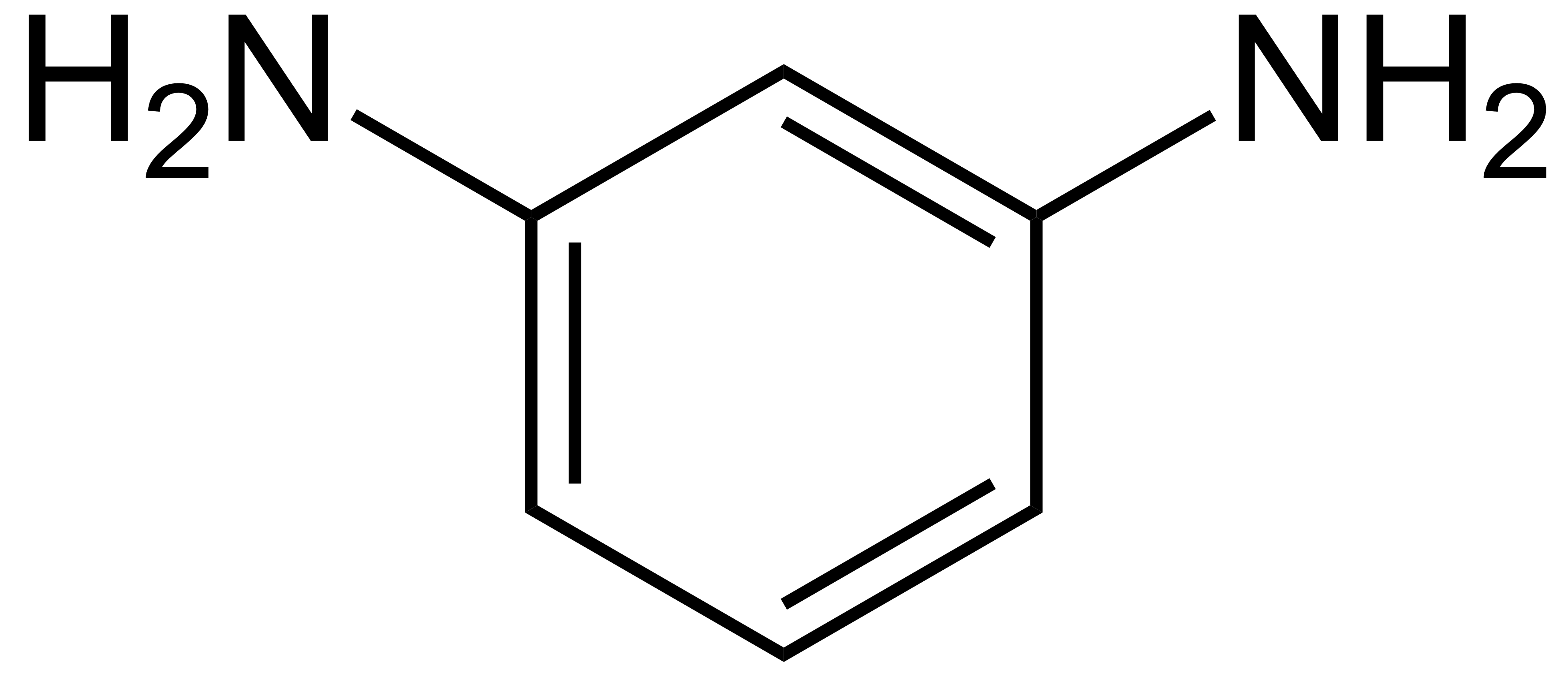
m-fenilenodiamina

m-fenilenodiamina (1,3-diaminobenzeno) é usado (com cloreto de isoftaloil) para produzir Nomex.

## IsômeroPara

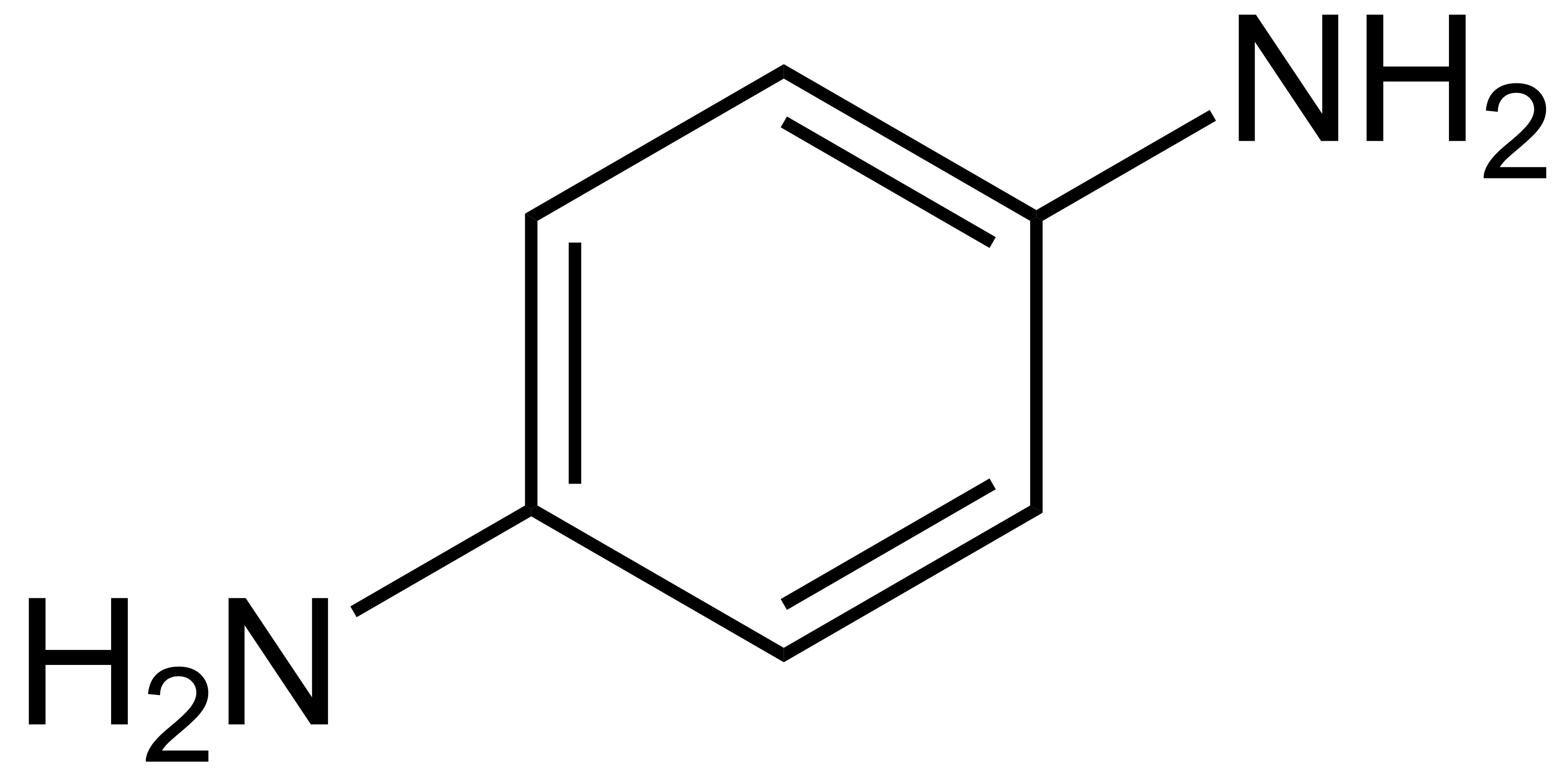
p-fenilenodiamina

p-fenilenodiamina (1,4-diaminobenzeno), diamina usada na produção de compósitos e polímeros, produtos de borracha, e muitos tipos de corantes e pigmentos, incluindo corantes para cabelos. É um dos dois componentes usados na produção de Kevlar®, entre outros produtos.